# Torneo Argentino A 1998-99
El Torneo Argentino A 1998-99 fue la cuarta edición de este torneo, correspondiente a la tercera división del fútbol argentino. Se desarrolló entre el 22 de noviembre de 1998, con el inicio de la Primera Fase, y el 25 de julio de 1999, con el partido de vuelta por la promoción B Nacional-Argentino A entre Douglas Haig de Pergamino y Villa Mitre de Bahía Blanca.
En ella participaron catorce equipos provenientes de 10 provincias, divididos en dos zonas de siete equipos cada una.

## Modo de disputa
En la primera fase se agruparon los 14 equipos en 2 zonas de 7 equipos cada una, dependiendo su ubicación geográfica; cada equipo jugaba 2 veces contra los demás, una de local y otra de visitante y, como sucedió en el torneo anterior, se disputaron 2 interzonales entre los equipos que les tocaba fecha libre en cada zona, teniendo en cuenta la ubicación geográfica de cada equipo para realizar el partido.
Al cabo de los primeros 14 partidos, los mejores 3 equipos de cada zona y el mejor cuarto avanzaban a la zona campeonato, que le otorgaría la posibilidad a 2 de los 6 equipos de ascender a la Primera B Nacional. 
Por otra parte, cada equipo ubicado en la última colocación de las zonas de la Primera Fase disputaría una reválida con equipos provenientes del Argentino B.
En la zona campeonato, los equipos se agruparon en 2 zonas de 6 equipos cada una, donde los ganadores de los 2 grupos obtenían el ascenso a la Primera B Nacional.
En cada serie de la "zona permanencia", cada equipo disputaría un partido final y el equipo perdedor perdería la categoría, descendiendo al Torneo Argentino B.

## Equipos participantes

### Distribución geográfica
| Región                           | Equipos |
| -------------------------------- | ------- |
| Provincia de Buenos Aires        | 1       |
| Provincia de Córdoba             | 2       |
| Provincia de Corrientes          | 1       |
| Provincia de Entre Ríos          | 1       |
| Provincia de La Pampa            | 2       |
| Provincia de Mendoza             | 3       |
| Provincia de San Juan            | 1       |
| Provincia de Santa Fe            | 1       |
| Provincia de Santiago del Estero | 1       |
| Provincia de Tucumán             | 1       |
| Total                            | 14      |

### Equipos
| Club                    | Localidad           | Provincia           | Liga de origen                        |
| ----------------------- | ------------------- | ------------------- | ------------------------------------- |
| Ben Hur                 | Rafaela             | Santa Fe            | Liga Rafaelina de Fútbol              |
| Central Córdoba         | Santiago del Estero | Santiago del Estero | Liga Santiagueña de Fútbol            |
| Cultural Argentino      | General Pico        | La Pampa            | Liga Pampeana de Fútbol               |
| Barraca                 | Paso de los Libres  | Corrientes          | Liga Libreña de Fútbol                |
| Estudiantes             | Río Cuarto          | Córdoba             | Liga Regional de fútbol de Río Cuarto |
| General Belgrano        | Santa Rosa          | La Pampa            | Liga Cultural de Fútbol               |
| General Paz Juniors     | Córdoba             | Córdoba             | Liga Cordobesa de Fútbol              |
| Huracán                 | San Rafael          | Mendoza             | Liga Sanrafaelina de Fútbol           |
| Independiente Rivadavia | Mendoza             | Mendoza             | Liga Mendocina de Fútbol              |
| Juventud Alianza        | Santa Lucía         | San Juan            | Liga Sanjuanina de Fútbol             |
| Ñuñorco                 | Monteros            | Tucumán             | Liga Tucumana de fútbol               |
| Patronato               | Paraná              | Entre Ríos          | Liga Paranaense de Fútbol             |
| San Martín              | Monte Comán         | Mendoza             | Liga Sanrafaelina de Fútbol           |
| Villa Mitre             | Bahía Blanca        | Buenos Aires        | Liga del Sur                          |

## Primera Fase

### Zona 1
| Pos | Equipo                | Pts | PJ | PG | PE | PP | GF | GC | Dif |
| --- | --------------------- | --- | -- | -- | -- | -- | -- | -- | --- |
| 1.º | General Paz Juniors   | 23  | 14 | 5  | 8  | 1  | 24 | 14 | 10  |
| 2.º | Estudiantes (RC)      | 22  | 14 | 6  | 4  | 4  | 15 | 14 | 1   |
| 3.º | Barraca (PdlL)        | 20  | 14 | 5  | 5  | 4  | 24 | 19 | 5   |
| 4.º | Patronato             | 20  | 14 | 4  | 8  | 2  | 12 | 8  | 4   |
| 5.º | Ben Hur               | 16  | 14 | 3  | 7  | 4  | 19 | 18 | 1   |
| 6.º | Ñuñorco               | 16  | 14 | 4  | 4  | 6  | 16 | 26 | -10 |
| 7.º | Central Córdoba (SdE) | 13  | 14 | 3  | 4  | 7  | 17 | 26 | -9  |

### Zona 2
| Pos | Equipo                  | Pts | PJ | PG | PE | PP | GF | GC | Dif |
| --- | ----------------------- | --- | -- | -- | -- | -- | -- | -- | --- |
| 1.º | Independiente Rivadavia | 28  | 14 | 8  | 4  | 2  | 28 | 17 | 11  |
| 2.º | Villa Mitre             | 22  | 14 | 7  | 1  | 6  | 25 | 19 | 6   |
| 3.º | Huracán (SR)            | 20  | 14 | 5  | 5  | 4  | 15 | 17 | -2  |
| 4.º | Juventud Alianza        | 19  | 14 | 5  | 4  | 5  | 23 | 17 | 6   |
| 5.º | Cultural Argentino      | 16  | 14 | 4  | 4  | 6  | 18 | 25 | -7  |
| 6.º | General Belgrano        | 13  | 14 | 3  | 4  | 7  | 16 | 25 | -9  |
| 7.º | San Martín (MC)         | 12  | 14 | 2  | 6  | 6  | 12 | 19 | -7  |

| Clasificado para Zona Campeonato         |
| Clasificado para Torneo Reclasificatorio |

### Resultados
| Zona 1     |
| Zona 2     |
| Interzonal |

| Patronato           | 0 - 0 | Central Córdoba (SdE) |
| General Paz Juniors | 2 - 0 | Estudiantes (RC)      |
| Ñuñorco             | 2 - 1 | Ben Hur               |
| Villa Mitre         | 1 - 1 | Indep. Rivadavia      |
| San Martín (MC)     | 0 - 0 | Huracán (SR)          |
| Juventud Alianza    | 0 - 1 | General Belgrano      |
| Cultural Argentino  | 0 - 0 | Barraca (PdlL)        |

| Estudiantes (RC)      | 3 - 0 | Ñuñorco             |
| Central Córdoba (SdE) | 2 - 2 | General Paz Juniors |
| Barraca (PdlL)        | 0 - 0 | Patronato           |
| Huracán (SR)          | 0 - 0 | Juventud Alianza    |
| Indep. Rivadavia      | 0 - 0 | San Martín (MC)     |
| Cultural Argentino    | 2 - 0 | Villa Mitre         |
| Ben Hur               | 1 - 1 | General Belgrano    |

| General Paz Juniors | 2 - 2 | Barraca (PdlL)        |
| Ñuñorco             | 2 - 0 | Central Córdoba (SdE) |
| Ben Hur             | 0 - 0 | Estudiantes (RC)      |
| San Martín (MC)     | 2 - 0 | Cultural Argentino    |
| Juventud Alianza    | 3 - 2 | Indep. Rivadavia      |
| General Belgrano    | 1 - 2 | Huracán (SR)          |
| Villa Mitre         | 2 - 0 | Patronato             |

| Central Córdoba (SdE) | 1 - 1 | Ben Hur             |
| Barraca (PdlL)        | 5 - 2 | Ñuñorco             |
| Patronato             | 1 - 1 | General Paz Juniors |
| Indep. Rivadavia      | 3 - 1 | General Belgrano    |
| Cultural Argentino    | 0 - 0 | Juventud Alianza    |
| Villa Mitre           | 1 - 0 | San Martín (MC)     |
| Estudiantes (RC)      | 0 - 2 | Huracán (SR)        |

| Ñuñorco             | 0 - 2 | Patronato             |
| Ben Hur             | 4 - 0 | Barraca (PdlL)        |
| Estudiantes (RC)    | 5 - 1 | Central Córdoba (SdE) |
| Juventud Alianza    | 2 - 0 | Villa Mitre           |
| General Belgrano    | 1 - 1 | Cultural Argentino    |
| Huracán (SR)        | 1 - 2 | Indep. Rivadavia      |
| General Paz Juniors | 2 - 0 | San Martín (MC)       |

| Patronato           | 1 - 2 | Ben Hur               |
| Barraca (PdlL)      | 1 - 1 | Estudiantes (RC)      |
| General Paz Juniors | 2 - 2 | Ñuñorco               |
| Cultural Argentino  | 2 - 0 | Huracán (SR)          |
| San Martín (MC)     | 0 - 1 | Juventud Alianza      |
| Villa Mitre         | 4 - 2 | General Belgrano      |
| Indep. Rivadavia    | 5 - 0 | Central Córdoba (SdE) |

| Estudiantes (RC)      | 0 - 0 | Patronato           |
| Ben Hur               | 2 - 2 | General Paz Juniors |
| Central Córdoba (SdE) | 3 - 1 | Barraca (PdlL)      |
| General Belgrano      | 2 - 2 | San Martín (MC)     |
| Huracán (SR)          | 1 - 0 | Villa Mitre         |
| Indep. Rivadavia      | 2 - 0 | Cultural Argentino  |
| Juventud Alianza      | 5 - 1 | Ñuñorco             |

| Central Córdoba (SdE) | 1 - 1 | Patronato           |
| Estudiantes (RC)      | 0 - 4 | General Paz Juniors |
| Ben Hur               | 2 - 2 | Almirante Brown     |
| Indep. Rivadavia      | 2 - 1 | Villa Mitre         |
| Huracán (SR)          | 0 - 0 | San Martín (MC)     |
| General Belgrano      | 2 - 1 | Juventud Alianza    |
| Barraca (PdlL)        | 6 - 1 | Cultural Argentino  |

| Ñuñorco             | 1 - 1 | Estudiantes (RC)      |
| General Paz Juniors | 1 - 0 | Central Córdoba (SdE) |
| Patronato           | 1 - 1 | Barraca (PdlL)        |
| Juventud Alianza    | 1 - 1 | Huracán (SR)          |
| San Martín (MC)     | 1 - 2 | Indep. Rivadavia      |
| Villa Mitre         | 3 - 1 | Cultural Argentino    |
| General Belgrano    | 1 - 0 | Ben Hur               |

| Barraca (PdlL)        | 2 - 0 | General Paz Juniors |
| Central Córdoba (SdE) | 3 - 0 | Ñuñorco             |
| Estudiantes (RC)      | 2 - 0 | Ben Hur             |
| Cultural Argentino    | 4 - 2 | San Martín (MC)     |
| Indep. Rivadavia      | 1 - 1 | Juventud Alianza    |
| Huracán (SR)          | 2 - 1 | General Belgrano    |
| Patronato             | 1 - 0 | Villa Mitre         |

| Ben Hur             | 3 - 2 | Central Córdoba (SdE) |
| Ñuñorco             | 2 - 0 | Barraca (PdlL)        |
| General Paz Juniors | 1 - 1 | Patronato             |
| General Belgrano    | 1 - 2 | Indep. Rivadavia      |
| Juventud Alianza    | 3 - 0 | Cultural Argentino    |
| San Martín (MC)     | 1 - 1 | Villa Mitre           |
| Huracán (SR)        | 0 - 1 | Estudiantes (RC)      |

| Patronato             | 1 - 0 | Ñuñorco             |
| Barraca (PdlL)        | 2 - 1 | Ben Hur             |
| Central Córdoba (SdE) | 0 - 1 | Estudiantes (RC)    |
| Villa Mitre           | 4 - 3 | Juventud Alianza    |
| Cultural Argentino    | 3 - 1 | General Belgrano    |
| Indep. Rivadavia      | 2 - 2 | Huracán (SR)        |
| San Martín (MC)       | 0 - 3 | General Paz Juniors |

| Ben Hur               | 0 - 0 | Patronato           |
| Estudiantes (RC)      | 1 - 0 | Barraca (PdlL)      |
| Ñuñorco               | 0 - 0 | General Paz Juniors |
| Huracán (SR)          | 3 - 2 | Cultural Argentino  |
| Juventud Alianza      | 2 - 3 | San Martín (MC)     |
| General Belgrano      | 0 - 3 | Villa Mitre         |
| Central Córdoba (SdE) | 2 - 0 | Indep. Rivadavia    |

| Patronato           | 3 - 0 | Estudiantes (RC)      |
| General Paz Juniors | 2 - 2 | Ben Hur               |
| Barraca (PdlL)      | 4 - 1 | Central Córdoba (SdE) |
| San Martín (MC)     | 1 - 1 | General Belgrano      |
| Villa Mitre         | 5 - 1 | Huracán (SR)          |
| Cultural Argentino  | 2 - 2 | Indep. Rivadavia      |
| Ñuñorco             | 2 - 1 | Juventud Alianza      |

## Zona Campeonato
En esta fase se agregaron 5 equipos a la competencia, Huracán (TA) y CAI por un lado; y por el otro, Racing (C), Tiro Federal (R) y 13 de Junio. Todos provenientes del Torneo Argentino B 1998/99.
| Club         | Localidad          | Provincia    | Liga de origen                       |
| ------------ | ------------------ | ------------ | ------------------------------------ |
| Huracán      | Tres Arroyos       | Buenos Aires | Liga Tresarroyense de Fútbol         |
| CAI          | Comodoro Rivadavia | Chubut       | Liga de Fútbol de Comodoro Rivadavia |
| Racing       | Córdoba            | Córdoba      | Liga Cordobesa de Fútbol             |
| Tiro Federal | Rosario            | Santa Fe     | Asociación Rosarina de Fútbol        |
| 13 de Junio  | Pirané             | Formosa      | Liga Piranense de Fútbol             |

### Zona A

#### Tabla de posiciones
| Pos | Equipo                  | Pts | PJ | PG | PE | PP | GF | GC | Dif |
| --- | ----------------------- | --- | -- | -- | -- | -- | -- | -- | --- |
| 1.º | Independiente Rivadavia | 22  | 10 | 7  | 1  | 2  | 21 | 9  | 12  |
| 2.º | Villa Mitre             | 17  | 10 | 5  | 2  | 3  | 24 | 20 | 4   |
| 3.º | Patronato               | 16  | 10 | 5  | 1  | 4  | 13 | 13 | 0   |
| 4.º | Huracán (SR)            | 12  | 10 | 3  | 3  | 4  | 16 | 16 | 0   |
| 5.º | Huracán (TA)            | 12  | 10 | 3  | 3  | 4  | 21 | 22 | -1  |
| 6.º | CAI                     | 5   | 10 | 1  | 2  | 7  | 13 | 28 | -15 |

| Ascendió a la Primera B Nacional 1999-00                  |
| Clasificado para Torneo Reclasificatorio de ascenso 98-99 |

#### Resultados
| Huracán (SR) | 1 - 0 | Patronato        |
| Huracán (TA) | 2 - 1 | Indep. Rivadavia |
| CAI          | 2 - 2 | Villa Mitre      |

| Indep. Rivadavia | 3 - 1 | Patronato    |
| CAI              | 0 - 1 | Huracán (SR) |
| Villa Mitre      | 4 - 2 | Huracán (TA) |

| Huracán (SR) | 1 - 1 | Indep. Rivadavia |
| Huracán (TA) | 4 - 2 | CAI              |
| Patronato    | 4 - 1 | Villa Mitre      |

| CAI          | 1 - 0 | Patronato        |
| Villa Mitre  | 0 - 1 | Indep. Rivadavia |
| Huracán (TA) | 2 - 0 | Huracán (SR)     |

| Patronato        | 2 - 1 | Huracán (TA) |
| Huracán (SR)     | 1 - 1 | Villa Mitre  |
| Indep. Rivadavia | 5 - 0 | CAI          |

| Patronato        | 2 - 1 | Huracán (SR) |
| Villa Mitre      | 5 - 3 | CAI          |
| Indep. Rivadavia | 2 - 1 | Huracán (TA) |

| Patronato    | 1 - 0 | Indep. Rivadavia |
| Huracán (SR) | 5 - 2 | CAI              |
| Huracán (TA) | 3 - 5 | Villa Mitre      |

| CAI              | 2 - 2 | Huracán (TA) |
| Villa Mitre      | 3 - 0 | Patronato    |
| Indep. Rivadavia | 3 - 2 | Huracán (SR) |

| Patronato        | 1 - 0 | CAI          |
| Indep. Rivadavia | 2 - 0 | Villa Mitre  |
| Huracán (SR)     | 2 - 2 | Huracán (TA) |

| CAI          | 1 - 3 | Indep. Rivadavia |
| Villa Mitre  | 3 - 2 | Huracán (SR)     |
| Huracán (TA) | 2 - 2 | Patronato        |

### Zona B

#### Tabla de posiciones
| Pos | Equipo              | Pts | PJ | PG | PE | PP | GF | GC | Dif |
| --- | ------------------- | --- | -- | -- | -- | -- | -- | -- | --- |
| 1.º | Racing (C)          | 23  | 10 | 7  | 2  | 1  | 10 | 2  | 8   |
| 2.º | General Paz Juniors | 20  | 10 | 6  | 2  | 2  | 14 | 7  | 7   |
| 3.º | Tiro Federal (R)    | 19  | 10 | 5  | 4  | 1  | 14 | 6  | 8   |
| 4.º | Estudiantes (RC)    | 7   | 10 | 1  | 4  | 5  | 9  | 12 | -3  |
| 5.º | Barraca (PdlL)      | 7   | 10 | 2  | 1  | 7  | 10 | 21 | -11 |
| 6.º | 13 de Junio         | 6   | 10 | 1  | 3  | 6  | 9  | 18 | -9  |

| Ascendió a la Primera B Nacional 1999-00                  |
| Clasificado para Torneo Reclasificatorio de ascenso 98-99 |

#### Resultados
| Racing (C)       | 1 - 0 | General Paz Juniors |
| Estudiantes (RC) | 1 - 1 | 13 de Junio         |
| Barraca (PdlL)   | 1 - 3 | Tiro Federal (R)    |

| Tiro Federal (R)    | 0 - 0 | Racing (C)       |
| Barraca (PdlL)      | 2 - 0 | Estudiantes (RC) |
| General Paz Juniors | 2 - 0 | 13 de Junio      |

| 13 de Junio      | 1 - 1 | Tiro Federal (R)    |
| Racing (C)       | 1 - 0 | Barraca (PdlL)      |
| Estudiantes (RC) | 1 - 1 | General Paz Juniors |

| Tiro Federal (R) | 2 - 1 | General Paz Juniors |
| Barraca (PdlL)   | 5 - 2 | 13 de Junio         |
| Racing (C)       | 2 - 0 | Estudiantes (RC)    |

| 13 de Junio         | 1 - 2 | Racing (C)       |
| Estudiantes (RC)    | 1 - 1 | Tiro Federal (R) |
| General Paz Juniors | 3 - 1 | Barraca (PdlL)   |

| 13 de Junio         | 2 - 1 | Estudiantes (RC) |
| Tiro Federal (R)    | 4 - 0 | Barraca (PdlL)   |
| General Paz Juniors | 1 - 0 | Racing (C)       |

| Estudiantes (RC) | 5 - 0 | Barraca (PdlL)      |
| 13 de Junio      | 1 - 2 | General Paz Juniors |
| Racing (C)       | 1 - 0 | Tiro Federal (R)    |

| Tiro Federal (R)    | 2 - 1 | 13 de Junio      |
| Barraca (PdlL)      | 0 - 1 | Racing (C)       |
| General Paz Juniors | 2 - 0 | Estudiantes (RC) |

| 13 de Junio         | 0 - 0 | Barraca (PdlL)   |
| Estudiantes (RC)    | 0 - 0 | Racing (C)       |
| General Paz Juniors | 0 - 0 | Tiro Federal (R) |

| Racing (C)       | 2 - 0 | 13 de Junio         |
| Tiro Federal (R) | 1 - 0 | Estudiantes (RC)    |
| Barraca (PdlL)   | 1 - 2 | General Paz Juniors |

## Torneo Reclasificatorio
El torneo fue disputado por los 2 últimos de la Primera Fase y 2 clasificados del Argentino B. El ganador jugará en el Argentino A para la próxima temporada, los eliminados jugarán en el Argentino B.

### Semifinales
| Semifinal 1     | Semifinal 1 | Semifinal 1 | Semifinal 1      | Semifinal 1 | Semifinal 1 |
| Local           | Resultado   | Visitante   | Estadio          | Fecha       |             |
| --------------- | ----------- | ----------- | ---------------- | ----------- | ----------- |
| San Martín (MC) | 1 - 3       | 13 de Junio | Nuevo Monumental | 17 de julio |             |

| Semifinal 2              | Semifinal 2 | Semifinal 2           | Semifinal 2 | Semifinal 2 | Semifinal 2 |
| Local                    | Resultado   | Visitante             | Estadio     | Fecha       |             |
| ------------------------ | ----------- | --------------------- | ----------- | ----------- | ----------- |
| Argentinos del Norte (T) | PP - GP     | Central Córdoba (SdE) | -           | -           |             |

| 1. |

### Final
| Final                                                  | Final     | Final                 | Final   | Final       | Final |
| Local                                                  | Resultado | Visitante             | Estadio | Fecha       |       |
| ------------------------------------------------------ | --------- | --------------------- | ------- | ----------- | ----- |
| 13 de Junio                                            | 3 - 2     | Central Córdoba (SdE) | ?       | 24 de julio |       |
| Central Córdoba (SdE) descendió al Torneo Argentino B. |           |                       |         |             |       |